# Lijst van Eurocommissarissen voor Uitbreiding
De functie van Europees commissaris voor Uitbreiding is sinds de Commissie-Rey (1967) een functie binnen de Europese Commissie. Sinds 1967 zijn er korte periodes geweest dat de functie inactief was binnen de commissie. De functie is alleen actief wanneer er onderhandelingsprocessen in gang zijn met mogelijke lidstaten voor de Europese Unie. In de Commissie-Von der Leyen (2019-2024) werd de titel “Commissaris voor Nabuurschap en Uitbreiding ” gebruikt.

## Commissarissen
|  | Naam                 | Lidstaat   | Nationale partij | Periode   | Commissies             | Resultaten |
|  | -------------------- | ---------- | ---------------- | --------- | ---------------------- | --- |
|  | Jean-François Deniau | Frankrijk  | UDF              | 1967-1973 | Rey Malfatti Mansholt  | Verdrag tot toetreding (1972) (toetreding Denemarken, Ierland en Verenigd Koninkrijk)                                                   |
|  | Geen commissaris     |            |                  | 1973-1977 | Ortoli                 | |
|  | Lorenzo Natali       | Italië     | DC               | 1977-1989 | Jenkins Thorn Delors I | Verdrag tot toetreding (1979) (toetreding Griekenland) Verdrag tot toetreding (1985) (toetreding Portugal en Spanje)                    |
|  | Geen commissaris     |            |                  | 1989-1993 | Delors II              | |
|  | Hans van den Broek   | Nederland  | CDA              | 1993-1999 | Delors III Santer      | Verdrag tot toetreding (1994) (toetreding Finland, Oostenrijk en Zweden)                                                                |
|  | Günter Verheugen     | Duitsland  | SPD              | 1999-2004 | Prodi                  | Verdrag tot toetreding (2003) (toetreding Cyprus, Estland, Hongarije, Letland, Litouwen, Malta, Polen, Slovenië, Slowakije en Tsjechië) |
|  | Olli Rehn            | Finland    | Keskusta         | 2004-2010 | Barroso I              | Verdrag tot toetreding (2005) (toetreding Bulgarije en Roemenië)                                                                        |
|  | Štefan Füle          | Tsjechië   | ČSSD             | 2010-2014 | Barroso II             | Verdrag tot toetreding (2011) (toetreding Kroatië)                                                                                      |
|  | Johannes Hahn        | Oostenrijk | OVP              | 2014-2019 | Juncker                | |
|  | Olivér Várhelyi      | Hongarije  | EVP              | 2019-     | Von der Leyen          | |